# El gatito Musi
La obra de "El gatito Musi" es una fábula contemporánea, de los años 50, con una moraleja muy alejada, cuando no opuesta, a otras fábulas como El lobo y los cabritillos o incluso Caperucita Roja.
Al contrario que los cuentos de tradición popular antes citados, en el caso del Gatito Musi, también vemos que decide salir de la seguridad de su jardín y adentrarse en algo que no conoce; sin embargo, la salida resulta enriquecedora y positiva para él.

## Argumento
Musi es un gato que vive aburrido en un chalet porque siempre ve lo mismo y siempre tiene los mismos juguetes con los que entretenerse.
Un día decide buscar la forma de salir para ver lo que hay fuera. Pasa algunos apuros trepando por el árbol y caminando por las ramas hasta el muro; pero finalmente con un poco de decisión salta y llega a la calle. Pasea un rato por la urbanización viendo los árboles, los otros jardines, en uno de ellos encuentra a un perro que le pregunta de donde ha salido y, al ver que no conoce los alrededores, decide guiarlo hasta el estanque cercano.
Por primera vez ve lo que para él es un lago con magníficos árboles rodeándolo (Musi no es un gato muy grande). Allí una rana le enseña algunos rincones bonitos y tanto ella como el perro le indican la forma de volver a su casa.
Musi trepa al árbol contento después de pasar un magnífico día, haber hecho buenos amigos y descubrir un mundo que, si bien tiene algunos riesgos, es grande, bello y lleno de aventuras.

## Una fábula totalmente atípica
Como se decía al principio, el valor de esta historia no descansa tanto en el argumento, como en la moraleja que dista mucho de las populares obras que abogan por la prudencia, ante un mundo habitado por seres malvados que pueden llevarnos a un final trágico.
El gatito Musi es más propio de una sociedad urbana, con múltiples medios de comunicación disponibles para la mayoría y en su mayoría seguros; pero que para disfrutarlos sólo es necesario un poco de decisión.
De este modo, la fábula anima a salir y a conocer el mundo o la parte del mundo que nos rodea y una pequeña metáfora de la riqueza que el viajar le reporta al viajero; alineándose con el dicho popular inglés de que El viajar expande las mentes o la frase de Miguel de Unamuno El chovinismo es una enfermedad que se cura viajando.